# Inga pseudospuria
Inga pseudospuria är en ärtväxtart som beskrevs av Nathaniel Lord Britton och Ellsworth Paine Killip. Inga pseudospuria ingår i släktet Inga och familjen ärtväxter. Inga underarter finns listade i Catalogue of Life.